# Prudovoi
Prudovoi (en rus: Прудовой) és un poble (un possiólok) de l'óblast de Rostov, a Rússia, segons el cens rus del 2010 tenia 298 habitants. Pertany al districte de Zernograd.